# Masayuki Minami
Masayuki Minami (japonès: 南将之)  (Fukuoka, 8 de juliol de 1941 - Fukuoka, 7 d'abril de 2000) fou un jugador de voleibol japonès que va competir durant les dècades de 1960 i 1970.
El 1964 va prendre part en els Jocs Olímpics de Tòquio, on guanyà la medalla de bronze en la competició de voleibol. Quatre anys més tard, als Jocs de Ciutat de Mèxic, guanyà la medalla de plata en la mateixa competició. El 1972, a Múnic, disputà els seus tercers i darrers Jocs Olímpics, en què aconseguí el seu major èxit, en guanyar la medalla d'or. En el seu palmarès també destaca una medalla de bronze al Campionat del Món de voleibol de 1970, la medalla de plata a la Copa del Món de voleibol de 1969 i la d'or als Jocs Asiàtics de 1962 i 1966.